# Elisa Caroline Bommer
Elisa Caroline Destrée de Bommer (Laeken, 2 d'agost de 1832 - Brussel·les, 17 de desembre de 1910) va ser una botànica i micòloga belga. Va estar casada amb el pteridòleg Jean Édouard Bommer (1829-1895). Va ser curadora del jardí Botànic de Brussel·les i professora a la Universitat de Brussel·les.
Va realitzar expedicions botàniques als Països Baixos, Índia, Xina, Vietnam.

## Algunes obres
- e.c.Bommer. 1879. Catalogue des champignons observés aux environs de Bruxelles, 22 pp.

- --------------, m.f.Rosseau. 1884. Florule mycologique des environs de Bruxelles. Ed. C. Annoot-Braeckman, Ad. Hoste, Succ. 353 pp.

- --------------, --------------. 1887. Contributions à la flore mycologique de Belgique, II. Bull. Royale de la Société de Botanique de Belgique 26: 187-241

- --------------, --------------. 1890. Contributions à la flore mycologique de Belgique. Bull. Royale de la Société de Botanique de Belgique 29: 205-302

- --------------. 1905. Champignons. Expédition antarctique Belge: Rapports scientifiques. Vol. 7 : resultats del viatge de S.Y. Bélgica en 1897-1898-1899 : reports científics. Ed. Impr. J.E. Buschmann, 16 pp.

## Honors

### Epònims
- (Chaetomiaceae) Bommerella Marchal[2]